# Wera Fjodorowna Wetschewa
Wera Fjodorowna Wetschewa (russisch Вера Фёдоровна Ветшева; * 5. Oktober 1927 in Karsun, Gouvernement Uljanowsk; † 7. November 2020 in Krasnojarsk) war eine sowjetische bzw. russische Holzverarbeitungsingenieurin und Hochschullehrerin.

## Leben
Nach dem Mittelschulabschluss 1945 in Karsun folgte das Studium an der Leningrader Forsttechnik-Akademie, das Wetschewa 1950 als Maschinenbauingenieurin mit Auszeichnung abschloss. Am Ende der anschließenden Aspirantur verteidigte sie 1955 ihre Dissertation über die Toleranzen und Zugaben bei der Schnittholzherstelllung in Abhängigkeit von der Präzision der Arbeit der Maschinenelemente mit Erfolg für die Promotion zur Kandidatin der technischen Wissenschaften.
Ab 1956 lehrte Wetschewa am Sibirischen Technologie-Institut (STI, heute Universität) in Krasnojarsk. Sie gründete 1971 den Lehrstuhl für Holzverarbeitungstechnologie und leitete ihn bis 1990. Unter ihrer Leitung wurde im Krasnojarsker Holzverarbeitungskombinat eine Lehrstuhl-Filiale gegründet, die immer noch für wissenschaftliche und Lehrzwecke genutzt wird. Ihre Doktor-Dissertation mit den Ergebnissen ihrer theoretischen und experimentellen Untersuchungen der großformatigen Schnittholzherstellung in Sibirien und Fernost verteidigte sie 1977 mit Erfolg für die Promotion zur Doktorin der technischen Wissenschaften mit gleichzeitiger Ernennung zu Professorin. Damit schuf sie die Grundlagen für die ressourcenschonende Holzgewinnung und -verarbeitung in Sibirien und Fernost. Ihre Ergebnisse wurden in den einschlägigen GOST-Normen berücksichtigt. Ihr wurden 1992 und 2003 Patente erteilt.
Wetschewa wurde 1995 zum Korrespondierenden Mitglied und 2000 zum Vollmitglied der 1990 gegründeten Russischen Akademie der Naturwissenschaften gewählt.
Wetschewa war mit dem Krasnojarsker Sportler und Forstwissenschaftler Weniamin Lukanin (1919–2014) verheiratet und hatte den Sohn Boris.

## Ehrungen, Preise
- Medaille „Für heldenmütige Arbeit im Großen Vaterländischen Krieg 1941–1945“
- Orden der Völkerfreundschaft (1981)
- Verdiente Hochschularbeiterin der Russischen Föderation (2002)[1]